# Meaux-la-Montagne
Pour les articles homonymes, voir Meaux (homonymie) et Montagne (homonymie).
Meaux-la-Montagne est une commune française située dans le département du Rhône, en région Auvergne-Rhône-Alpes.

## Géographie
Meaux-la-Montagne se situe à 60 km de Lyon, 40 km de Villefranche-sur-Saône, entre les communes de Thizy-les-Bourgs, Amplepuis et Poule-les-Écharmeaux.
Le point culminant du village est la roche des Fées (861 m), les habitants de Meaux-la-Montagne se nomment les Meldois ou les Montagnards. Les secteurs d’activité sont l’agriculture, le tourisme et les pépinières de sapins de Noël.

### Climat
Pour des articles plus généraux, voir Climat d'Auvergne-Rhône-Alpes et Climat du Rhône.
En 2010, le climat de la commune est de type climat des marges montargnardes, selon une étude du Centre national de la recherche scientifique s'appuyant sur une série de données couvrant la période 1971-2000. En 2020, Météo-France publie une typologie des climats de la France métropolitaine dans laquelle la commune est exposée à un climat de montagne ou de marges de montagne et est dans la région climatique  Nord-est du Massif Central, caractérisée par une pluviométrie annuelle de 800 à 1 200 mm, bien répartie dans l’année. 
Pour la période 1971-2000, la température annuelle moyenne est de 9,9 °C, avec une amplitude thermique annuelle de 16,2 °C. Le cumul annuel moyen de précipitations est de 1 065 mm, avec 11,6 jours de précipitations en janvier et 8,2 jours en juillet. Pour la période 1991-2020, la température moyenne annuelle observée sur la station météorologique de Météo-France la plus proche, « Saint-Cyr-Chatoux », sur la commune de Saint-Cyr-le-Chatoux à 11 km à vol d'oiseau, est de 10,7 °C et le cumul annuel moyen de précipitations est de 959,9 mm,. Pour l'avenir, les paramètres climatiques de la commune estimés pour 2050 selon différents scénarios d'émission de gaz à effet de serre sont consultables sur un site dédié publié par Météo-France en novembre 2022.

## Urbanisme

### Typologie
Au 1er janvier 2024, Meaux-la-Montagne est catégorisée commune rurale à habitat très dispersé, selon la nouvelle grille communale de densité à sept niveaux définie par l'Insee en 2022.
Elle est située hors unité urbaine et hors attraction des villes,.

### Occupation des sols
L'occupation des sols de la commune, telle qu'elle ressort de la base de données européenne d’occupation biophysique des sols Corine Land Cover (CLC), est marquée par l'importance des forêts et milieux semi-naturels (55,5 % en 2018), en diminution par rapport à 1990 (58,2 %). La répartition détaillée en 2018 est la suivante : 
forêts (52,4 %), prairies (43,8 %), milieux à végétation arbustive et/ou herbacée (3,1 %), zones agricoles hétérogènes (0,6 %). L'évolution de l’occupation des sols de la commune et de ses infrastructures peut être observée sur les différentes représentations cartographiques du territoire : la carte de Cassini (XVIIIe siècle), la carte d'état-major (1820-1866) et les cartes ou photos aériennes de l'IGN pour la période actuelle (1950 à aujourd'hui).

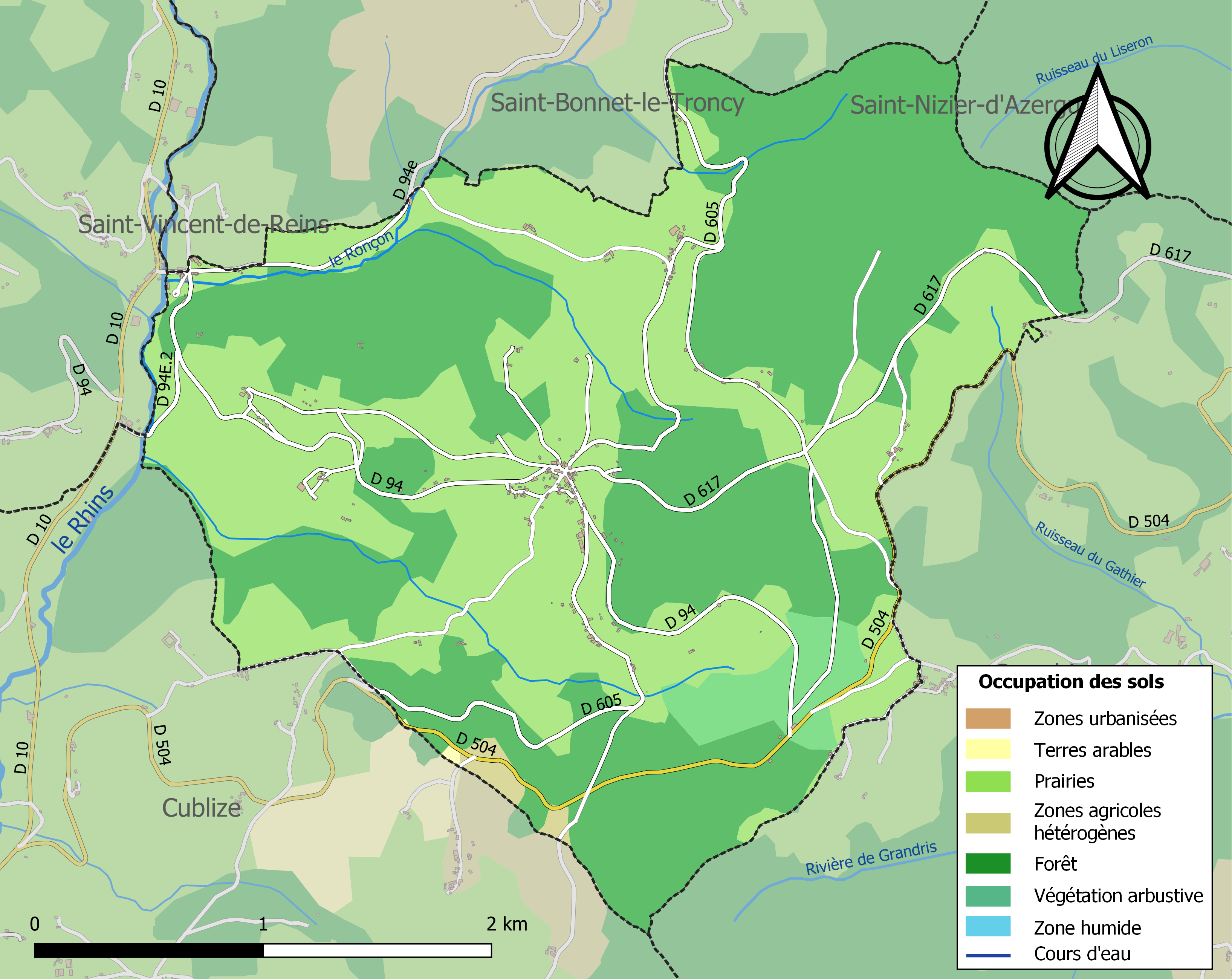
Carte des infrastructures et de l'occupation des sols de la commune en 2018 (CLC).

## Histoire
Le hameau de Maux est devenu la commune de Meaux le 19 juillet 1844 par un détachement des communes de Cublize, Grandris, Saint-Bonnet-le-Troncy et Saint-Vincent-de-Reins. En 1937, Meaux est devenu Meaux-La-Montagne pour éviter la confusion avec la commune de Meaux en Seine-et-Marne (77). 
|  | Les armes de la commune de Meaux-la-Montagne se blasonnent ainsi : De sinople à bande d'argent remplie de gueules, chargée de quatre pommes de pin, accompagnée en chef à la montagne de trois coupeaux et en pointe d'une chapelle le tout d'argent. |

## Politique et administration

### Liste des maires successifs

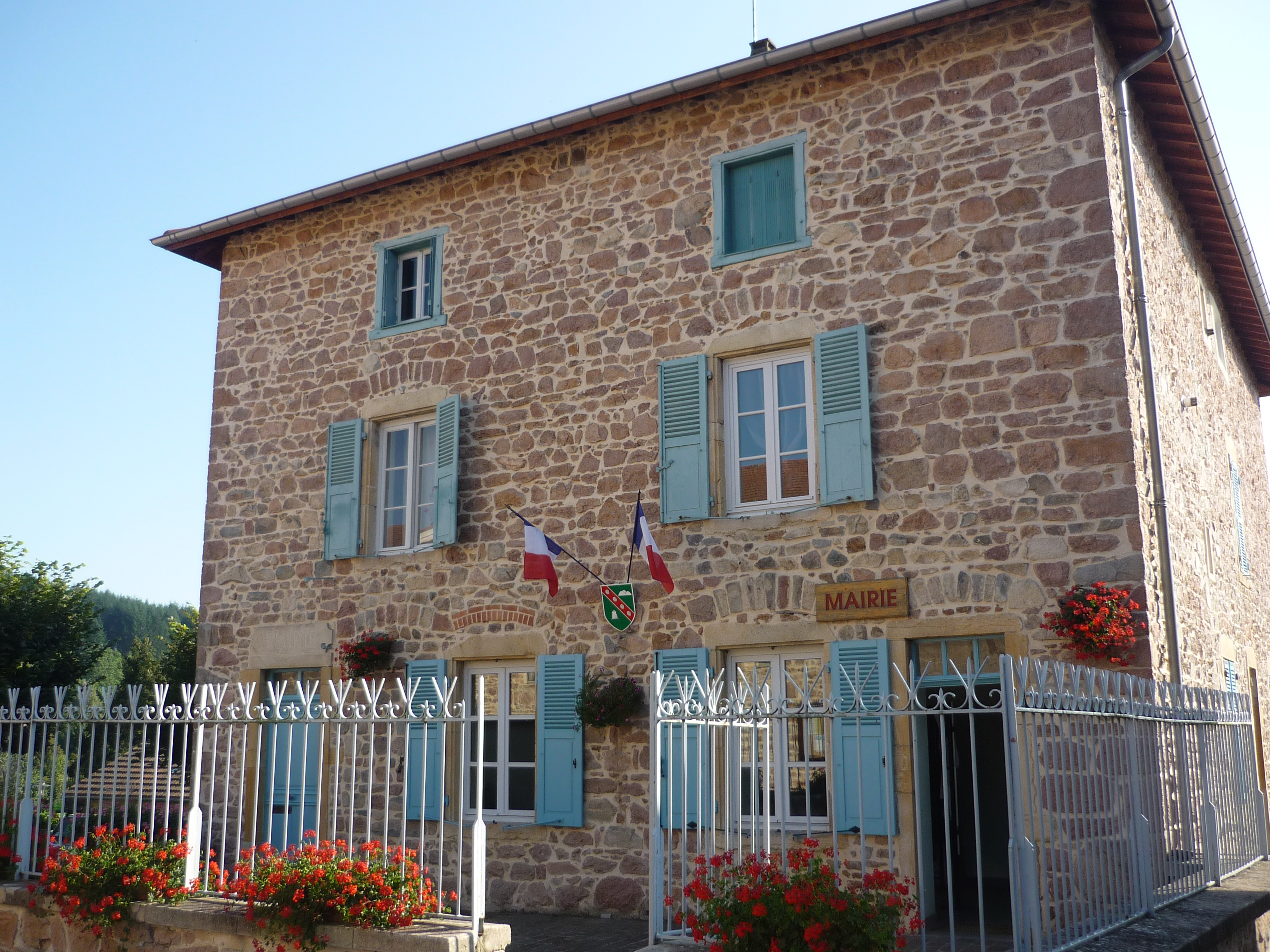
Mairie

| Période                                  | Période  | Identité        | Étiquette | Qualité |
| ---------------------------------------- | -------- | --------------- | --------- | ------- |
| 1929                                     | 1953     | Joseph Lamure   |           |         |
| 1953                                     | 1965     | André Perras    |           |         |
| 1965                                     | 1989     | Jean Favrichon  |           |         |
| 1989                                     | 1995     | Maurice Mazille |           |         |
| 1995                                     | 2020     | Gérard Mourey   |           |         |
| 2020                                     | En cours | Véronique Murat |           |         |
| Les données manquantes sont à compléter. |          |                 |           |         |

## Démographie
Les habitants s'appellent des Meldois(e)(s) ou des Montagnard(e)(s)
L'évolution du nombre d'habitants est connue à travers les recensements de la population effectués dans la commune depuis 1846. Pour les communes de moins de 10 000 habitants, une enquête de recensement portant sur toute la population est réalisée tous les cinq ans, les populations de référence des années intermédiaires étant quant à elles estimées par interpolation ou extrapolation. Pour la commune, le premier recensement exhaustif entrant dans le cadre du nouveau dispositif a été réalisé en 2006.

En 2022, la commune comptait 226 habitants, en évolution de −5,44 % par rapport à 2016 (Rhône : +3,93 %, France hors Mayotte : +2,11 %).
| 1846 | 1851 | 1856 | 1861 | 1866 | 1872 | 1876 | 1881 | 1886 |
| ---- | ---- | ---- | ---- | ---- | ---- | ---- | ---- | ---- |
| 830  | 830  | 833  | 902  | 903  | 826  | 792  | 743  | 666  |

| 1891 | 1896 | 1901 | 1906 | 1911 | 1921 | 1926 | 1931 | 1936 |
| ---- | ---- | ---- | ---- | ---- | ---- | ---- | ---- | ---- |
| 628  | 602  | 558  | 524  | 504  | 501  | 360  | 316  | 306  |

| 1946 | 1954 | 1962 | 1968 | 1975 | 1982 | 1990 | 1999 | 2006 |
| ---- | ---- | ---- | ---- | ---- | ---- | ---- | ---- | ---- |
| 268  | 246  | 211  | 152  | 148  | 153  | 166  | 163  | 202  |

| 2011 | 2016 | 2021 | 2022 | - | - | - | - | - |
| ---- | ---- | ---- | ---- | - | - | - | - | - |
| 242  | 239  | 229  | 226  | - | - | - | - | - |

## Lieux et monuments

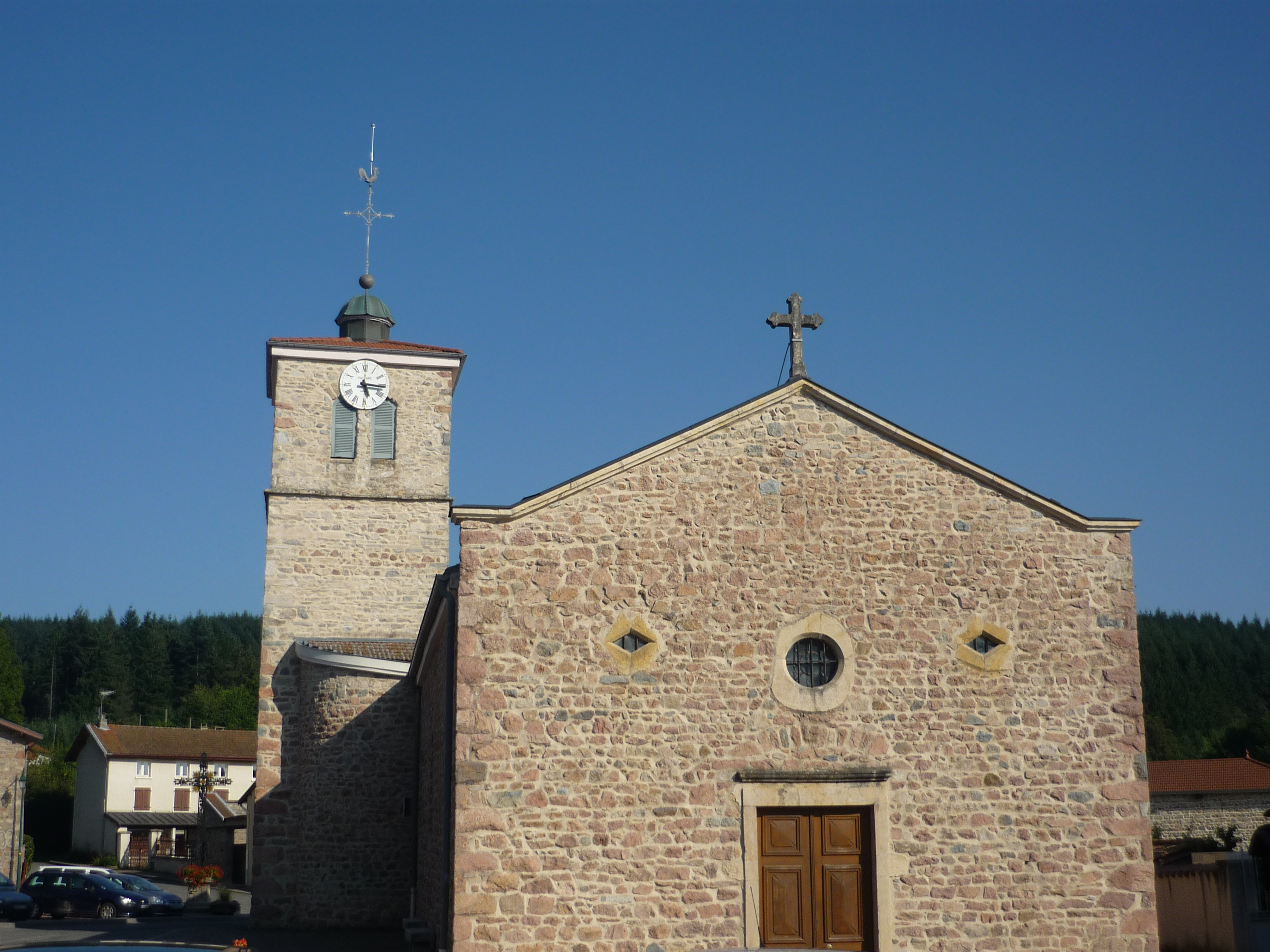
L'église Saint-Joseph.

- L'église a été construite en 1819, et son presbytère en 1823.
- Madone - Notre-Dame-de-Toutes-les-Grâces,
- La Roche des fées.

## Personnalités liées à la commune
- Agop Terzan, astronome, a résidé dans la commune[18].